# كوراي بانكس
كوراي بانكس (بالإنجليزية: Korey Banks)‏ هو لاعب كرة قدم أمريكية ولاعب كرة قدم كندية أمريكي، ولد في 7 أغسطس 1979 في بوينتون في الولايات المتحدة.